# Акимова, Софья Павловна
Со́фья Па́вловна Аки́мова, урождённая Ребристова (сентябрь 1824 — 4 [16] июня 1889, Раменское) — известная драматическая артистка московского театра (ныне — Государственный академический Малый театр России).

## Биография
Получила прекрасное образование. Выйдя замуж за актёра и режиссёра московской труппы А. Ф. Акимова, пожелала поступить на сцену. Муж и родные её воспротивились этому, но она тайно от них брала уроки у актрисы А. Т. Сабуровой. Дебютировала в 1846 году на сцене московского Малого театра и скоро сделалась любимицей публики, оставшись в одном театре до конца жизни. Угадав сразу характер своего дарования, она выступала только в ролях комических старух, в которых была неподражаема. В пьесах Островского и Гоголя Акимова была очень хороша в ролях свах. Стала самой первой исполнительницей во многих спектаклях по пьесам Островского.
Акимова помогала своему мужу в переводах и переделках пьес и сама перевела с французского драму «Мать и Сын».
После ранней смерти дочери Екатерины (ум. 1876), также актрисы, и зятя, контрабасиста Михаила Александровича Энгель-Крона воспитывала внуков — Александра, Николая, Сергея, Михаила Михайловичей Энгелькрон.
Похоронена на Ваганьковском кладбище (9 уч.).

## Роли в театре
- 1859 — «Гроза» А. Н. Островского — Феклуша (первое исполнение пьесы)[4]
- 1864 — «Горе от ума» А. С. Грибоедова — Тугоуховская
- «Бедность не порок» А. Н. Островского — Арина
- «Свои люди — сочтёмся» А. Н. Островского — Аграфена Кондратьевна
- «Доходное место» А. Н. Островского — Кукушкина
- «На всякого мудреца довольно простоты» А. Н. Островского — Манефа
- «Горячее сердце» А. Н. Островского — Матрёна
- «Женитьба» Н. В. Гоголя — Сваха
- «Недоросль» Д. И. Фонвизина — Простакова